# Rudolf Prskalo
Rudolf Prskalo (Okučani, 6. travnja 1943.) - hrvatski emigrant i revolucionar. 

## Životopis
Rođen je 6. travnja 1943. u Okučanima. Obitelj su mu protjerali iz Hercegovine za vrijeme drugog svjetskog rata. Emigrirao je iz Jugoslavije 1964. godine. U Trstu je dobio status političkog emigranta. Uspio je dobiti azil u Švedskoj 1965., jer u dotadašnjim omiljenim emigrantskim odredištima SAD i Kanadi su postavili barijeru da primaju samo oženjene. U Švedskoj je živio u Göteborgu do 1972. U Švedskoj se povezao se s pripadnicima Hrvatskog narodnog otpora. S ostalim se Hrvatima družio i okupljao u Hrvatskom klubu "Velebit", čijeg je predsjednika Stipu Mikulića UDBA ubila 1975. godine.
Uvidio je da su brojni Hrvati nevini bili u zatvorima zbog jedinog razloga što su otvoreno kazivali tko su i odakle su. Potalko ih je zatvaranje hrvatskih revolucionara Mira Barešića, Anđelka Brajkovića i Ante Stojanova koji su u neuspjeloj otmičarskoj akciji ubili jugoslavenskog veleposlanika u Švedskoj Vladimira Rolovića, poznatog po tome što se na televiziji razmetao izjavama kako je u Švedsku posebno došao "da bi uništio Hrvate ustaše". 
Već prije su se Rudolf Prskalo i Nikola Lisac sukobljavali s četnicima među Srbima. Prskalo je obećao nedužno zatočenim Hrvatima da će im pomoći. Kad je izašao, kontaktirao je s Liscem i rekao da se nešto mora da se te ljude izbavi. 
Zbog toga su on i Nikola Lisac odlučili nešto poduzeti da bi pomogli Hrvatima koji su nedužni bili zatočeni. Odlučili su se na radikalni potez - oteti zrakoplov i prisiliti švedsku vladu neka pusti. Prskalo je pošao pripremati otmicu te je putovao u Stockholm da bi izvidio stanje. Prskalo i Lisac su u najvećoj tajnosti smislili sve detalje. Znajući da je čin vrlo opasan i da ne smiju nitkome vjerovati, samo su njih dvoje pripremali. Detalje nisu znali ni njihovi najbliži. Dva dana prije operacije je za pomagača uzeo Tomislava Rebrinu, koji prema Prskalu, nije znao o pravom cilju te akcije. Rebrina je trebao naručiti karte za let koji je on već odredio Göteborg - Stockholm. Kad su oteli avion 15. rujna 1972., usmjerili su ga prema Malmöu. Kad su sletjeli pilotu su dali dao sam pilotu popis sa šest zatvorenika Hrvata koje su trebali dovesti u roku osam sati i potom ih pošalju zrakoplovom u Španjolsku. Na pregovore je došao švedski ministar pravosuđa iz Stockholma, a Prskalo je pregovarao s njime. Dok su pregovarali o zahtjevima, nije bilo nikakvih problema sa svih 108 putnika i sačlanovima posade. Izgledalo je kao da su i shvaćaju razloge njihova očajnička poteza, da je to politička borba hrvatske gerile. Nakon petnaest sati zahtjevi su im bili ispunjeni, a vrijeme čekanja se iskoristilo da bi putnike opskrbili hranom i pićem.
Švedske su vlasti udovoljile otmičarima te pustili Miru Barešića, Anđelka Brajkovića, Marinka Lemu, Blagu Mikulića, Ivana Vujičevića i Antu Stojanova. Doveli su ih vojnim helikopterima. Nakon što se razmijenilo trojicu Hrvata za pedeset putnika iz aviona, u drugom su krugu razmjene dopremljeno je gorivo za avion te razmijenjena druga trojica Hrvata za još pedeset putnika. Preostalo je još osam putnika te članovi posade. U avionu su se s njima sad našli i pušteni Hrvati. Otmičari su naredili pilotu neka lete za Pariz, no to je bila varka. Znali su da je Francuska veliki politički pokrovitelj Jugoslavije i da bi ih izručili Jugoslaviji. Nadomak Pariza rekao je pilotu da mijenjaju odredište te su odletjeli u Madrid gdje je politička kliima bila povoljna, jer je Francova Španjolska bila katolička i antikomunistička zemlja. Sletjeli su na vojni aerodrom u Madridu. Ondje su se predali ne praveći nikakve probleme te zatražili politički azil. Sve su ih odveli u pritvor pa u vojnu bolnicu u Carabanchel. Budući da nije održavala diplomatske veze s Francovom Španjolskom, Jugoslavija je očekivano pritiskala Švedsku da traži izručenje. Od toga nije bilo ništa. Španjolska je odlučila da ih neće izručiti. Barešić, Brajković, Lemo, Mikulić, Vujičević i Stojanov su odletjeli za Paragvaj. Otmičari Lisac i Prskalo su u zatvoru dočekali suđenje na vojnom sudu, gdje su ih osudili na dvanaest godina i jedan dan. Franco ih je pomilovao nakon dvije i pol godine i pet dana. Nikola Lisac je ostao živjeti u Madridu, a Prskalo je otišao u Valenciju gdje je radio u hrvatskoj tiskari.
Rujna 1975. godine su otišli na kongres Hrvatskog narodnog vijeća u Toronto u Kanadu. Odmah su uhićeni i odveli na policiju. Torontski Hrvati i sudionici kongresa su doznali za to pa se istog dana policiju okružilo više od dvadeset tisuća Hrvata. Došli su s odvjetnicima da bi im pomogli. Budući da nije bilo nikakve optužbe protiv njih, poslali su ih uz policijsku pratnju avionom u Montreal pa avionom španjolske kompanije nazad u Španjolsku, gdje su sletjeli na isti aerodrom kao i onda kad su oteli avion iz Stockholma.
Nova uznemiravanja su uslijedila uoči svjetskog prvenstva koje se igralo u lipnju i srpnju 1982. godine u Španjolskoj, na kojem je sudjelovala Jugoslavija i igrala protiv domaćina. Zatvorili su ih u strogi zatvor gdje su bili zatočeni tri mjeseca i nikakve posjete im nisu bile dopuštene. Uskoro su na izborima 28. listopada 1982. na vlast došli socijalisti, što se pokazalo vrlo teškim za njih. Na kraju suih pustili na uvjetnu slobodu na tri godine. Svi su ostali raditi i živjeti i Španjolskoj. Ondje se teško razbolio, pa više nije mogao se aktivno uključiti u vojsku. Nakon demokratskih promjena vratili su se u Hrvatsku.
Otmica koju su izveli Lisac i Prskalo bila je prema Julienne Bušić bila inspiracija Zvonku Bušiću za otmicu koju je izveo pet godina poslije.

## Vanjske poveznice
- Stalno se iskrivljuje slika događaja
- HRVATSKA POLITIČKA EMIGRACIJA I HRVATSKA DRŽAVA - 48. nastavak  Arhivirana inačica izvorne stranice od 12. rujna 2013. (Wayback Machine)
- Tomislav Rebrina je čovjek koji je otmicom zrakoplova potakao Bušića da učini isto